# Officer Down – Dirty Copland
Officer Down – Dirty Copland (Originaltitel: Officer Down) ist ein amerikanischer Actionthriller und Polizistenfilm des Regisseurs Brian A. Miller aus dem Jahr 2013.

## Handlung
Die Geschichte handelt vom korrupten, trunk- und drogensüchtigen Polizeibeamten Detective David Callahan aus Bridgeport, Connecticut. Im Rahmen einer Drogenkontrolle wird Detective Callahan angeschossen und überlebt nur mit Hilfe eines Unbekannten. Der Helfer bittet ihn ein Jahr später um Hilfe bei der Aufdeckung der Todesumstände einer Stripperin. Dazu wird Callahan das Tagebuch des Mädchens übergeben. Callahans Vergangenheit und die damalige Schießerei bekommen im Zuge der Ermittlungen eine immer stärkere Bedeutung.

## Kritik
In den deutschsprachigen Filmportalen erhielt der Film mittlere bis unterdurchschnittliche Kritiken.
Das Filmmagazin Cinema urteilte, der Film sei ein „kurzweiliger, aber unorigineller Copthriller“, der „gut besetzt, okay gespielt, aber ziemlich vorhersehbar“ sei.